# Alliance du travail et de la liberté
L'Alliance du travail et de la liberté (turc : Emek ve Özgürlük İttifakı, kurde : Hevkariya Ked û Azadiyê) est une alliance électorale de gauche en Turquie, formée par le Congrès démocratique des peuples (HDK), le Parti des travailleurs de Turquie (TİP), et le Parti du mouvement ouvrier (EHP). L'alliance a déclaré sa fondation le 25 août 2022. Dans leur déclaration, les partis membres ont conjointement proclamé que l'alliance vise « l'égalité, la liberté, la fraternité, la paix et la démocratie pour la société turque ». 

## Fondation

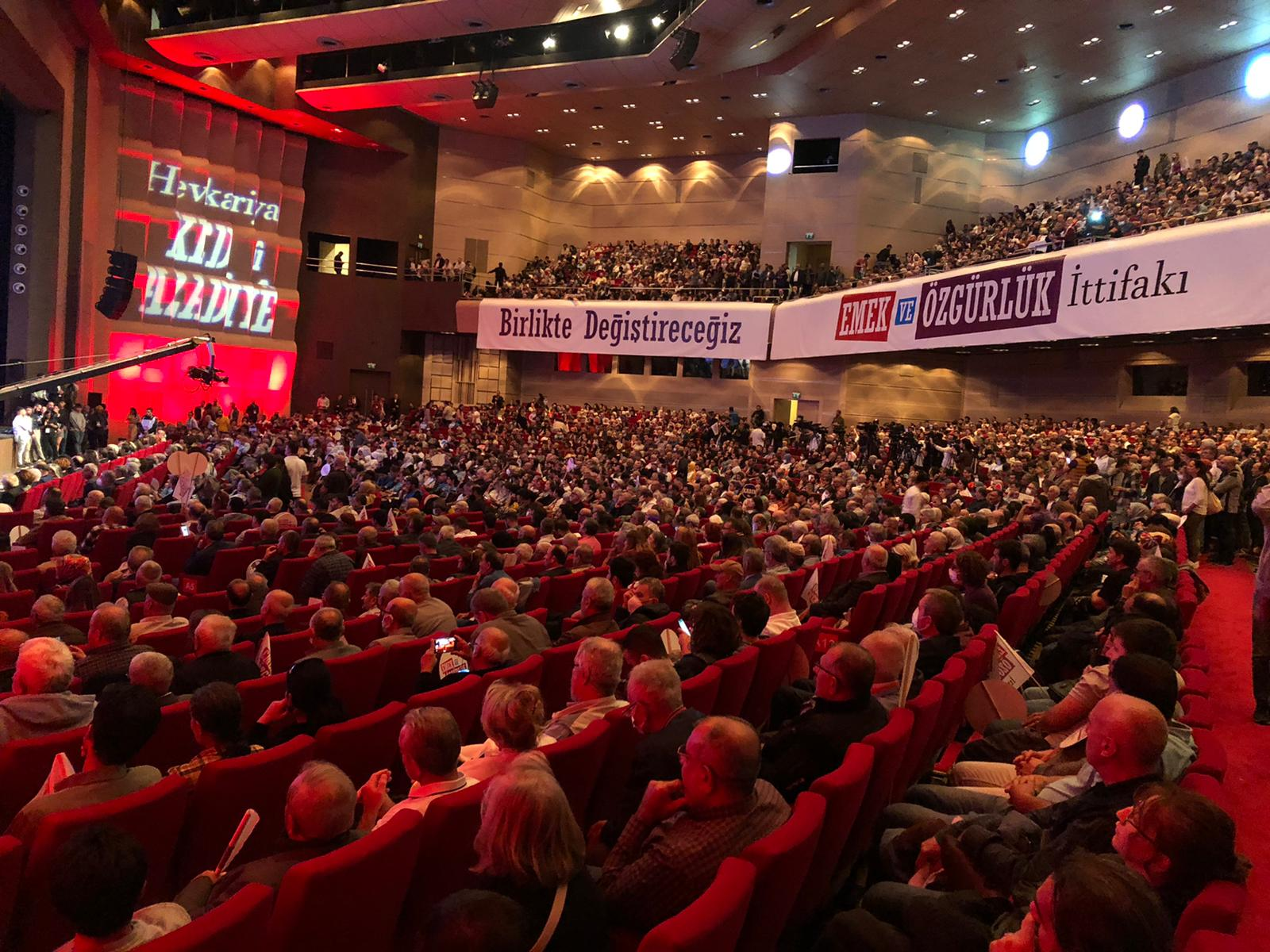
Alliance du travail et de la liberté annonce ses objectifs politiques le 24 septembre 2022.

Le processus initial des négociations d'alliance a commencé début 2022, quand le Parti démocratique des peuples (HDP), leader du HDK, a ouvertement appelé les partis de gauche à construire une alliance politique en vue des élections législatives et présidentielle de 2023 et a invité ses partenaires du HDK, le TİP, le EHP, ainsi que le Parti de gauche (ODP) et le Parti communiste (TKP) à un rassemblement préliminaire et à une discussion. L'ODP a immédiatement annoncé qu'il ne participerait pas aux discussions, invoquant des désaccords sur le calendrier et la stratégie, tandis que le TKP a déclaré son retrait après la première réunion. 
Le programme politique de l'alliance a été annoncé par les partis membres au Centre de Congrés de Haliç, à Istanbul, le 24 septembre 2022. 80 personnalités littéraires turques, dont notamment Murathan Mungan, Zülfü Livaneli, İnci Aral et Ahmet Ümit, ont signé une déclaration publique pour soutenir la fondation de l'alliance et ses objectifs politiques.  

## Idéologie
L'Alliance du travail et de la liberté est constituée d'une multitude de petits partis politiques de gauche et d’extrême gauche fédérés autour du progressiste, pro-kurde et écosocialiste Parti démocratique des peuples (HDP), deuxième parti d'opposition du pays. Elle unit les thématiques anticapitalistes, écologistes, libertaires et progressistes. 
Le leader de l'EMEP, Ercüment Akdeniz a souligné que le renforcement de la laïcité, la démocratisation du pays, l'égalité des droits de citoyenneté et la fin de l'exploitation économique, sociétale et environnementale sont les principaux axes politiques de l'alliance. Erkan Baş, leader du TİP, a soutenu que l'alliance devrait constituer une alternative crédible pour « des millions de personnes qui ne sont pas (correctement) représentées par l'Alliance de la nation ou l'Alliance populaire », c'est-à-dire « les travailleurs, les jeunes, les agriculteurs, les femmes, communauté LGBTI, Kurdes et Alévis ».
Lors de la déclaration politique de l'alliance, les partis proposent une vision égalitaire, écologiste, démocratique et féministe de la Turquie, tout en dénonçant les pratiques pro-business, capitalistes de copinage, néolibérales et autoritaires de Recep Tayyip Erdoğan et du Parti de la justice et du développement (AKP).

## Campagne de 2023
Le 22 mars 2023, les partis de l'Alliance du travail et de la liberté ont déclaré qu'ils ne présenteraient pas de candidat à l'élection présidentielle, et soutiendraient celui du Parti républicain du peuple (CHP), Kemal Kılıçdaroğlu, pour maximiser ses chances de battre le candidat du AKP et actuel président, Recep Tayyip Erdoğan.
Le 24 mars 2023, les partis membres du Congrès démocratique des peuples ainsi que le EHP annoncent se présenter aux élections législatives derrière la liste électorale du Parti de la gauche verte (YSP). L'objectif pour ces partis est d'abord de se donner un plus grand poids politique par l'union. Mais le but est surtout de se protéger des menaces d'interdiction de se présenter aux élections qui pèsent sur eux du fait de leurs liens supposés avec le Parti des travailleurs du Kurdistan (PKK). La cour constitutionnelle turque doit en effet examiner le 11 avril 2023 une procédure d'interdiction du HDP, qui pourrait conduire à l’empêcher de se présenter aux élections ou même à le dissoudre. Le TIP se présente aux élections législatives sur sa propre liste électorale et est rejoint par le Parti de la démocratie ouvrière et le Parti des verts.

## Composition
| Parti                            | Parti                                                                     | Parti                                                       | Abr.                              | Président                                           | Idéologie                                | Sièges au parlement     | Position                |
| -------------------------------- | ------------------------------------------------------------------------- | ----------------------------------------------------------- | --------------------------------- | --------------------------------------------------- | ---------------------------------------- | ----------------------- | ----------------------- |
|                                  |                                                                           | Parti démocratique des peuples Halkların Demokratik Partisi | HDP                               | Mithat Sancar Pervin Buldan                         | Écosocialisme, droits des minorités      | 2 / 600                 | Gauche                  |
|                                  | Parti démocratique des régions Demokratik Bölgeler Partisi                | DBP                                                         | Saliha Aydeniz Keskin Bayidir     | Social-démocratie, nationalisme kurde               | 0 / 600                                  | Centre gauche à gauche  |                         |
|                                  | Parti de la refondation socialiste Sosyaliste Yeniden Kuruluş Partisi     | SYKP                                                        | Nejla Kurul Tuncay Yılmaz         | Marxisme, féminisme socialiste                      | 0 / 600                                  | Extrême gauche          |                         |
|                                  | Parti de la gauche verte Yeşil Sol Parti                                  | YSP                                                         | Çiğdem Kilıçgün Uçar İbrahim Akın | Écosocialisme, altermondialisme, démocratie directe | 56 / 600                                 | Gauche                  |                         |
|                                  | Parti du travail Emek Partisi                                             | EMEP                                                        | Ercüment Akdeniz                  | Communisme, marxisme-léninisme                      | 2 / 600                                  | Extrême gauche          |                         |
|                                  | Parti de la liberté sociale Toplumsal Özgürlük Partisi                    | TÖP                                                         | Perihan Koca                      | Socialisme démocratique, marxisme-léninisme         | 1 / 600                                  | Gauche à extrême gauche |                         |
|                                  | Parti socialiste des opprimés Ezilenlerin Sosyaliste Partisi              | ESP                                                         | Sultan Ulusoy                     | Marxisme-léninisme, droits des minorités            | 0 / 600                                  | Extrême gauche          |                         |
|                                  | Parti ouvrier socialiste révolutionnaire Devrimci Sosyaliste İşçi Partisi | DSIP                                                        | Meltem oral Şenol Karakaş         | Trotskisme, anticapitalisme                         | 0 / 600                                  | Extrême gauche          |                         |
| Congrès démocratique des peuples |                                                                           |                                                             |                                   |                                                     |                                          |                         |                         |
|                                  |                                                                           | Parti des travailleurs de Turquie Turquie İşçi Partisi      | TIP                               | Erkan Bas                                           | Marxisme-léninisme, droits des minorités | 4 / 600                 | Gauche à extrême gauche |
|                                  |                                                                           | Parti du mouvement ouvrier Emekçi Hareket Partisi           | EHP                               | Hakan Öztürk                                        | Écosocialisme, droits des minorités      | 0 / 600                 | Gauche                  |

## Résultats électoraux

### Élections législatives
| Année | Voix      | %     | Rang | Sièges   | Gouvernement |
| ----- | --------- | ----- | ---- | -------- | ------------ |
| 2023  | 5 744 024 | 10,55 | 3e   | 65 / 600 | Opposition   |